# Рјакуо
Рјакуо (暦応) је јапанска ера (ненко) Северног двора током првог раздобља Муромачи периода, познатог још и као Нанбокучо период. Настала је након Кенму и пре Коеи ере. Временски је трајала од августа 1338. до априла 1342. године. Владајући монарх у Кјоту био је цар Комјо а у јужном двору у Јошину Го-Мураками. 

## Важнији догађаји Рјакуо ере
- 1340. (Рјакуо 3): Забележена су посматрања комете која је у дато време била виђена у Јапану.[4]

## Еквивалент Јужног двора
- Енген